# طبقه سیزدهم
طبقه سیزدهم (به انگلیسی: The Thirteenth Floor) یک فیلم علمی-تخیلی نئو-نوآر محصول سال ۱۹۹۹ به نویسندگی و کارگردانی جوزف روسناک و تهیه‌کنندگی رولاند امریش است. در ۵ اکتبر ۱۹۹۹ به صورت دی‌وی‌دی و در ۱۴ آوریل ۲۰۰۹ به صورت دیسک بلوری منتشر شد.
این فیلم در سال ۲۰۰۰ نامزد جایزه ساتورن برای بهترین فیلم علمی-تخیلی شد (این جایزه به فیلم ماتریکس داده شد).

## داستان
یک دانشمند علوم کامپیوتری به‌نام هانن فالر، مسئله‌ای خیلی مهم را کشف کرده است. او قصد دارد این کشف جدیدش را به همکارش دوگلاس هال بگوید، اما احساس می‌کند کسی به دنبال اوست و از این رو پیغامش را در دنیای کامپیوتری مجازی و موازی با واقعیت برای همکارش می‌گذارد. فالر همان شب در دنیای واقعی به قتل می‌رسد و دوگلاس تنها متهم پرونده قتل اوست. او وارد دنیای مجازی می‌شود تا نامهٔ همکارش را بیابد، و می‌فهمد که حقیقت ناگوارتر از آنچه که انتظار داشته است.